# 동티모르 국립 경기장
동티모르 국립 경기장(포르투갈어: Estádio Nacional de Timor-Leste)은 동티모르 딜리에 있는 다목적 경기장으로 1980년 완공되었으며 주로 축구 경기를 개최한다. 완공 당시 수용 인원은 5,000명이었으며 2006년 이후 경기장 이용이 중단되었다가 2010년 개축해 수용 인원이 13,000명으로 조정되었다.

## 역사
2015년 3월 12일 몽골과의 2018년 FIFA 월드컵 아시아 지역 1차 예선에서 처음으로 국제 A매치 경기가 열렸으나 사우디아라비아와의 2018년 FIFA 월드컵 아시아 지역 2차 예선 A조 7차전 이후 현재까지도 FIFA 월드컵 아시아 지역 예선과 AFC 아시안컵 예선 등의 국제 대회를 치를만한 적합한 규격의 경기장이 없는 관계로 홈 경기를 제3국의 경기장에서 치르고 있다.